# تشكيل الحكومة العراقية 2006
تتناول هذه المقالة عملية تشكيل حكومة المالكي الأولى في العراق، التي جاءت بعد انتخاب مجلس الأمة العراقي في 15 ديسمبر 2005. بسبب خلافات حول اتهامات بتزوير الانتخابات، لم يتم اعتماد نتائج الانتخابات رسميًا إلا في 10 فبراير 2006 من قبل المفوضية المستقلة للانتخابات في العراق.
بموجب دستور العراق، كان من المفترض أن يعقد المجلس أولى جلساته بحلول 12 مارس 2006، أي بعد شهر من اعتماد نتائج الانتخابات. وكان من المفترض أن ينتخب المجلس رئيسه في الجلسة الأولى، ويُنتخب الرئيس خلال 15 يومًا بعدها، ثم رئيس الوزراء خلال 15 يومًا من انتخاب الرئيس، وتُشكّل الحكومة خلال 30 يومًا من تعيين رئيس الوزراء.
في حال عدم الالتزام بأي من هذه المهل كان من المفترض إجراء انتخابات جديدة. ومع ذلك، سبق للعراق أن أخفق في الالتزام بمواعيد مماثلة، مثل تأخير صياغة الدستور، دون أن تترتب على ذلك عواقب قانونية.

## أول اجتماع للمجلس
بدأت المفاوضات الجدية حول الحكومة الجديدة فقط بعد إعلان نتائج الانتخابات.
حاول الرئيس المؤقت جلال طالباني عقد اجتماع للمجلس في 12 مارس، لكن ذلك استلزم موافقة نائب الرئيس المؤقت عادل عبد المهدي، الذي رفض الموافقة في البداية.
كتبت الأحزاب السبعة ضمن الائتلاف الوطني العراقي إلى طالباني تطلب منه تأجيل الجلسة الأولى حتى الاتفاق على من يشغل المناصب الحكومية العليا. كانوا مترددين في الموافقة على انتخاب رئيس المجلس – المتوقع أن يكون سنّيًا – أو الرئيس – المتوقع أن يكون كرديًا – قبل الاتفاق على مرشحهم لمنصب رئيس الوزراء.
لكن في 8 مارس تراجع عبد المهدي ووافق على توقيع المرسوم على أساس أن الجلسة ستكون "شكلية" ولن تناقش مسألة رئيس الوزراء، وبعد نصيحة المحكمة الاتحادية العراقية التي أوصت بعقد المجلس بطرق بديلة إذا رفض التوقيع.
وافق طالباني على تأجيل الاجتماع حتى 19 مارس بعد تهديد كتلة الدعوة وكتلة الصدر ضمن الائتلاف الوطني العراقي بمقاطعة الجلسة التي قد تعرقل النصاب القانوني. وفي اجتماع مع السفير الأمريكي، وافق قادة جميع الأحزاب العراقية على تقديم الموعد إلى 16 مارس لتجنب تعارضه مع يوم الأربعين.
في النهاية استغرقت الجلسة 30 دقيقة فقط وركزت على أداء أعضاء المجلس الجدد اليمين الدستورية. وقد تركت الجلسة مفتوحة بدلاً من تأجيلها حتى يتم الالتزام بمتطلبات الدستور بانتخاب رئيس المجلس في الجلسة الأولى. ترأس أكبر أعضاء المجلس سنًا، عدنان الباجه جي، الجلسة كرئيس مؤقت وفقًا للتقاليد السياسية العربية.
في 12 أبريل أعلن الباجه جي أنه سيدعو المجلس للاجتماع مجددًا في 17 أبريل لمحاولة حل الجمود السياسي حول الحكومة الجديدة، لكنه في 16 أبريل وافق على تأجيل الاجتماع لبضعة أيام بسبب اعتراض التحالف على ترشيح طارق الهاشمي لرئاسة المجلس، واصفين إياه بـ"المتشدد والطائفي".

## الأحزاب المشاركة في الائتلاف
وفقًا للدستور العراقي الجديد، يجب أن تحظى رئاسة الجمهورية ورئيس الوزراء والحكومة بدعم ثلثي أعضاء مجلس النواب العراقي، أي 184 عضوًا من أصل 275.
الأحزاب التي شكّلت الحكومة كانت:
- الائتلاف الوطني العراقي (باستثناء حزب الفضيلة الإسلامي) – 113 مقعدًا
- التحالف الكردستاني – 53
- جبهة التوافق العراقية – 44
- القائمة العراقية الوطنية – 25
- أصحاب الرسالة – 2
- الجبهة التركمانية العراقية – 1
- قائمة الرافدين الوطنية – 1

المجموع الكلي – 240
في نوفمبر 2006 انسحب 29 عضوًا من كتلة الصدر ضمن الائتلاف الوطني العراقي من الحكومة، ما خفض العدد إلى 211. وفي أغسطس 2007 انسحبت أكبر كتلة سنية، جبهة التوافق العراقية، من الحكومة. الحكومة تسيطر حاليًا على 167 مقعدًا من أصل 275 في المجلس الوطني.
أحزاب المعارضة في المجلس هي:
- حزب الفضيلة الإسلامي – 15
- الجبهة العراقية للحوار الوطني – 11
- الاتحاد الإسلامي الكردستاني – 5
- كتلة المصالحة والتحرير – 3
- قائمة مثال العلوسي – 1
- حركة الإيزيديين للإصلاح والتقدم – 1

هذه هي المرة الأولى التي تُشرك فيها مجموعة سياسية عربية سنية في الحكومة العراقية منذ سقوط صدام حسين.

### المفاوضات
بعد الانتخابات مباشرة، دعا قادة المجموعات السياسية الأربع الكبرى إلى حكومة وحدة وطنية. دعا زعيم الأكراد جلال طالباني إلى حكومة تشمل الجميع، العرب سواء كانوا شيعة أو سنة، الأكراد والتركمان. قال عدنان الدليمي من جبهة التوافق العراقية إنه مستعد للتحالف مع التحالف الكردي أو القائمة العراقية الوطنية أو الائتلاف الوطني العراقي.
في 2 يناير، عقدت جبهة التوافق العراقية، القائمة السنية الرئيسية، اجتماعات مع ممثلين أكراد في أربيل. وذكروا أنهم سيتخلون عن مزاعم تزوير الانتخابات بعد مراجعة المراقبين الدوليين، واتفقوا على مخطط حكومة وحدة وطنية جديدة. بعد لقائه مع طالباني في 8 يناير، قال الدليمي إن هناك تقدمًا مهمًا في تشكيل حكومة ائتلافية، وأضاف أن "طالباني وأنا نتفقان تمامًا على تشكيل حكومة وحدة وطنية قائمة على التوافق". لكن الدليمي تعرض لهجوم من جبهة الحوار الوطني العراقية التي يرأسها صالح المطلك، التي اتهمته بخرق اتفاق مع قوائم أخرى لعدم مناقشة الحكومة الجديدة مع الأكراد قبل مراجعة نتائج الانتخابات.

### القائمة العراقية الوطنية
كانت حركة الصدر ضمن الائتلاف الوطني العراقي تعارض في البداية إدخال قائمة علاوي في الحكومة الجديدة، قائلة: "علاوي خط أحمر... علاوي يمثل البعثيين. إنه ضدنا. لقد اعتقل رجالنا."[بحاجة لمصدر]
لكن في 22 يناير دعا القادة الأكراد إلى حكومة وحدة وطنية تضم القوائم الأربع الكبرى.
في 12 مارس قال السفير الأمريكي زلماي خليل زاد إن القادة العراقيين اتفقوا على أنه "لا توجد خطوط حمراء بالنسبة لإشراك أي فصيل في تشكيل الحكومة".

### حزب الفضيلة الإسلامي
أعلن حزب الفضيلة الإسلامي، وهو عضو في الائتلاف الوطني العراقي ويمتلك 15 مقعدًا في المجلس، في 12 مايو 2006 انسحابه من الحكومة، متهمًا الولايات المتحدة بالتدخل في تشكيل الحكومة. وكان يضغط لتعيين أحد أعضائه وزيرًا جديدًا للنفط.

### جبهة الحوار الوطني العراقية
بعد تفجير انتحاري في كربلاء، هتف متظاهرون من التيار الصدري في بغداد "سنسحق صالح المطلك بحذائنا"، متهمين إياه بدعم منفذي التفجير. قال عبد العزيز الحكيم، زعيم المجلس الأعلى، إن دعم الأحزاب السنية المزعوم للإرهاب "سيزيد من رغبتنا في استبعادهم".
في 12 مايو 2006 أعلنت جبهة الحوار الوطني العراقية قرارها بعدم الانضمام للحكومة، معتبرة إياها "طائفية جدًا". انسحبوا من اجتماع المجلس الذي أقر الحكومة محتجين على أنها "تشكّلت على أساس نظام نسبي طائفي وعرقي"، لكنهم قالوا إنهم " سيدعمون كل ما هو إيجابي من حكومة المالكي".
لم تُدرج الجبهة في الحكومة التي أُقرّت في 20 مايو، لكن بعد عشرة أيام ذكرت صحيفة الصباح الجديد أن المالكي كان يفكر في إعادة تشكيل الحكومة لإدخال الجبهة.